# Učiva daiko
Učiva daiko je boben, ki ga sestavlja ena sama koža, napeta na kovinski obod. Je edini tradicionalni japonski boben brez resonančnega telesa. Ime nosi zaradi svoje unikatne podobe, ki spominja na pahljačo (japonsko učiva). Taiko sicer v japonščini pomeni »(veliki) boben«, preglas, ki besedo spremeni v daiko, pa po pravilih japonske skladnje nastane zaradi samoglasnika, ki ga na koncu besede vsebuje pridevnik.
Sprva so to glasbilo uporabljali v budistični sekti Ničiren, v 20. stoletju pa je postalo popularno med tolkalskimi izvajalci glasbe. Nanj lahko igramo z eno roko, medtem ko ga z drugo držimo; lahko pa s palicami, če je pričvrščen na stojalo. 
Obstaja več različic velikosti tega instrumenta, ki so označene s števili od 5 (najmanjši) do 20. Število se nanaša na premer oboda in za mersko enoto jemlje tradicionalno japonsko dolžinska mera sun, kar znaša približno 3 centimetre. Kot vsi ostali membranofoni, tudi ta instrument spreminja frekvenčno višino glede na velikost oboda in napetost membrane. Večji kot je obod, nižja je frekvenca, ali, bolj napeta kot je membrana, višja je frekvenca. Ta boben ne intonira, kar pomeni, da ob vibriranju oddaja širši spekter zvočne frekvence. Ima prodoren, svetel zvok, zelo pa je uporaben zaradi majhnega prostora, ki ga zaseda v bateriji tolkalnih instrumentov.